# Kazjaryna Mischyna
Kazjaryna Mischyna (belarussisch Кацярына Мішина, englisch Katsiaryna Mishyna; * 15. Januar 1989) ist eine ehemalige belarussische Sprinterin, die sich auf den 400-Meter-Lauf spezialisiert hat.

## Sportliche Laufbahn
Erste internationale Erfahrungen sammelte Kazjaryna Mischyna im Jahr 2008, als sie bei den Juniorenweltmeisterschaften in Bydgoszcz mit belarussischen 4-mal-400-Meter-Staffel in 3:38,39 min sechsten Platz belegte. Im Jahr darauf gewann sie bei den Halleneuropameisterschaften in Turin in 3:35,03 min gemeinsam mit Alena Kijewitsch, Kazjaryna Bobryk und Hanna Reischal die Bronzemedaille hinter den Teams aus Russland und dem Vereinigten Königreich. Im Juli belegte sie bei den U23-Europameisterschaften in Kaunas in 53,59 s den achten Platz über 400 Meter und gewann mit der Staffel in 3:30,45 min die Bronzemedaille hinter den Teams aus Russland und Deutschland. 2010 trat sie im Staffelbewerb bei den Europameisterschaften in Barcelona an, wurde dort aber nachträglich wegen eines Dopingverstoßes einer ihrer Kolleginnen disqualifiziert. 2014 beendete sie ihre aktive sportliche Karriere im Alter von 25 Jahren.
In den Jahren 2009 und 2010 wurde Mischyna belarussische Meisterin im 400-Meter-Lauf im Freien sowie 2010 auch in der Halle.

## Persönliche Bestleistungen
- 400 Meter: 52,61 s, 13. Mai 2010 in Wizebsk
  - 400 Meter (Halle): 53,75 s, 31. Januar 2009 in Mahiljou